# Venturia platyura
Venturia platyura är en stekelart som beskrevs av David B. Wahl 1987. Venturia platyura ingår i släktet Venturia och familjen brokparasitsteklar. Inga underarter finns listade i Catalogue of Life.